# تقویم اقتصادی
تقویم اقتصادی (به انگلیسی: Economic Calendar) جدولی زمانی است که در آن رویدادهای مهم اقتصادی با جزئیات مربوطه (مانند ساعت رویداد، منبع مسئول اعلام نتایج، آمار مربوط به دوره گذشته، پیش بینی کارشناسان از نتایج دوره جاری و...) ذکر می‌شوند. معامله گران به منظور آگاهی از وقایع مهم اقتصادی که قیمت بازارهای مالی را دستخوش تغییر می‌کند، از تقویم اقتصادی استفاده می‌کنند.
تقویم اقتصادی فارکس (Forex economic calendar)، یک تقویم رویداد محور است که معامله‌گران برای دنبال کردن اطلاعات مالی پیش رو از آن استفاده می‌کنند. یک تقویم فارکس، شامل اطلاعات رویدادهای اقتصادی گذشته و آینده از کشورهای مختلف است و می‌تواند به معامله‌گران یک سرنخ از نوسانات احتمالی یک جفت‌ارز را بدهد. 

## رویدادهای مهم در تقویم فارکس
رویدادهای زیادی هستند که در تقویم اقتصادی بازار دنبال می‌شوند. بعضی از اینها تاثیر بزرگی بر یک بازار ارز مشخص دارند، درحالی که سایر این رویدادها اهمیت زیادی ندارند. دانستن اینکه کدام رویداد احتمالا باعث نوسان در بازار می‌شود، در مقابل رویداد دیگری که تاثیر ناچیزی روی قیمت‌گذاری یک ارز دارد، امری حیاتی است.
در سرتاسر جهان، سازمان‌های مختلف دولتی و غیردولتی به طور منظم گزارشاتی را ارائه می‌دهند و اطلاعات اقتصادی خاصی را منتشر می‌کنند. روش‌هایی که این گزارش‌ها تهیه می‌شوند، می‌تواند به‌طور قابل توجهی با یکدیگر متفاوت باشند. گاهی اوقات، داده‌ها از طریق گزارش فروش ماهانه بخش خاصی از اقتصاد تهیه می‌شوند، اما دیگر گزارشات ممکن است از طریق داده‌های عینی و قابل اثبات (Hard Data) به دست نیایند، در عوض براساس نظرات ثبت‌شده در نظرسنجی‌ها باشند. برخی از شاخص‌ها نیز یافته‌های خود را از برون‌یابی داده‌های موجود استخراج می‌کنند.

## دامنه پوشش
تقویم اقتصادی شامل زمان انتشار شاخص‌های اقتصادی مانند نرخ بیکاری، تولید ناخالص داخلی، نرخ تورم و... است
اما محدود به شاخص‌های اقتصادی نیست. بلکه کاهش زمان فعالیت بانک ها و کارگزاری ها یا تعطیلات بازار (مانند تعطیلات رسمی در ایالات متحده امریکا)، سخنرانی‌های مهم (مانند سخنرانی رئیس فدرال رزرو)، جلسات کلیدی (مانند نشست کمیته بازار آزاد فدرال رزرو)، گزارش‌های اقتصادی (مانند کتاب بژ) یا حتی اخبار آنی (مانند خبر یک حمله نظامی) را پوشش می‌دهد. یک تقویم اقتصادی کامل اثر تقویمی را نیز در بر می گیرد.

## انواع شاخص
شاخص های اقتصادی با وجه تقسیم های گوناگونی دسته بندی شده اند.

### از نظر اهمیت
معمولاً شاخص های اقتصادی را به سه دسته کلی تقسیم می کنند:
| ردیف | درجه اهمیت   | نام عمومی    | نشانه | رنگ    | مصادیق                                            |
| ---- | ------------ | ------------ | ----- | ------ | ------------------------------------------------- |
| 1    | اهمیت زیاد   | پیشران بازار | ***   | قرمز   | نرخ بیکاری، تراز تجاری، تولید ناخالص داخلی و...   |
| 2    | اهمیمت متوسط | قابل توجه    | **    | نارنجی | سفارش کالاهای بادوام، تراز حساب جاری و...         |
| 3    | اهمیت کم     | سایر شاخص ها | *     | زرد    | فروش وسایل نقلیه، فروش فروشگاه های زنجیره ای و... |

### از نظر زمانی
با وجه تقسیم زمانی، می توان شاخص های اقتصادی را به سه دسته تقسیم کرد:
- شاخص های پیشرو. مانند: شاخص مدعیان بیکاری
- شاخص های دنباله رو. مانند: شاخص میزان وام های صنعتی و تجاری
- شاخص های همزمان. مانند: شاخص تولیدات صنعتی

البته دوره زمانی هر شاخص (هفتگی، ماهانه یا...) نیز در تعیین اهمیت شاخص نقش کلیدی دارد.

### از نظر جهت
با توجه به ماهیت مثبت یا منفی شاخص ها، رشد بعضی از آنها برای اقتصاد مثبت تلقی می شود و رشد برخی دیگر منفی. به همین ترتیب، جهت شاخص با بازر مورد نظر نیز می‌تواند سه حالت داشته باشد:
- هم جهت
- خلاف جهت
- جهت متغیر

## وزن کشورها
هر روزه شاخص‌های اقتصادی فراوانی از کشورهای مختلف گزارش می‌شود. این شاخص‌ها معمولاً روی قیمت ارز آن کشور در مقایسه با سایر ارزها تاثیرگذار هستند. طبیعی است که شاخص‌های مربوط به ایالات متحده آمریکا یا سایر اعضای گروه هشت و اتحادیه اروپا و... اثر گسترده تری بر قیمت‌های بازارهای مالی مانند فلزات گرانبها دارند.

## مکانیسم اثر
اثرگذاری تقویم اقتصادی بر تغییرات قیمت بازارهای مالی بر اساس تجربه و مبانی تحلیل بنیادین بازار سرمایه کاملاً ثابت شده است.
تفسیر متخصصان از آمار و ارقام ارائه شده، موجب تحریک خریداران یا فروشندگان می‌شود  و بر اساس نظریه عرضه و تقاضا موجب شکل گیری نوسانات قمیت می شود.

بخشی از نوسانات نیز منشاء روانشناختی دارد. این اثر کمی قبل از اعلام خبر آغاز شده و تا مدتی پس از آن ادامه دارد. تصمیم گیری تعداد زیادی از معامله گران تحت تاثیر احساسات در زمان خبر موجب این اثر می شود.

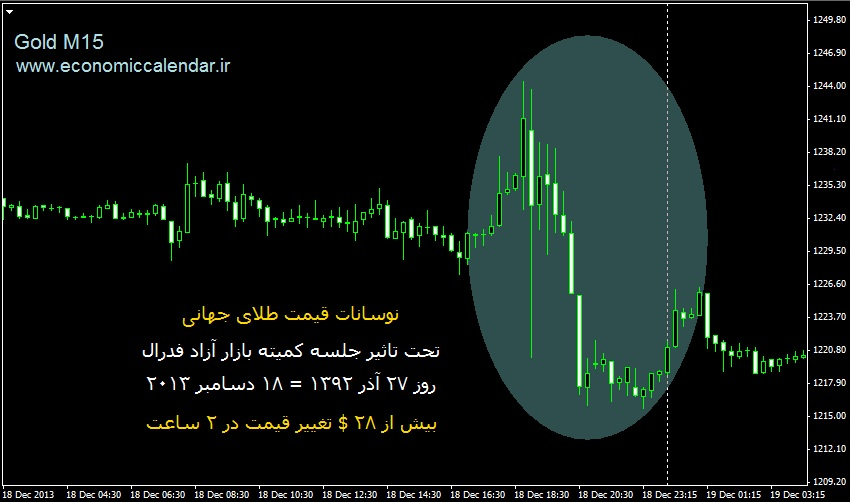
نمودار قیمت طلای جهانی: تغییر قیمت 28 دلاری طی 2 ساعت تحت تاثیر نتایج یک جلسه

## کاربرد و مزایا
فعالان بازار با بهره‌گیری از تقویم های اقتصادی کلی می‌توانند متوجه شوند بازار چه زمانی دچار نوسانات شدید خواهد شد و چه زمانی کم نوسان خواهد بود. به این ترتیب قادر خواهند بود برنامه معاملات خود را بهینه‌سازی کنند.
یکی دیگر از کاربردهای تقویم اقتصادی، بهره‌گیری از آن در تحلیل زمانی بازار است. برخی نیز بلافاصله پس از اعلام نتایج رویداد اقتصادی، بر اساس تحلیل اثرات آن اقدام به معامله می کنند.

## نمونه‌ها
بسیاری از خبرگزاری‌های بین‌المللی اقتصادی، رویدادهای مهم مالی را پوشش می‌دهند. به صورت تخصصی نیز منابع رایگان آنلاینی وجود دارند که اطلاعات تقویم اقتصادی را در اختیار مخاطبان قرار می‌دهند. مانند:
- تقویم یاهو: http://biz.yahoo.com/c/e.html
- تقویم بلومبرگ: http://www.bloomberg.com/markets/economic-calendar
- تقویم فارکس فکتوری: http://www.forexfactory.com
- تقویم مارکت واچ: http://www.marketwatch.com/Economy-Politics/Calendars/Economic

در زبان فارسی نیز این منبع به گزارش رویدادهای اثرگذار بر بازار به وقت تهران می‌پردازد:
- روزآمار: https://web.archive.org/web/20170920112421/http://roozamar.com/
- تقویم اقتصادی فارکس https://calendar.mihaninvest.com/en/
- فارکس فکتوری فارسی